# Rapmerejaureh, Jämtland
Rapmerejaureh är en sjö i Åre kommun i Jämtland och ingår i Indalsälvens huvudavrinningsområde. Sjön har en area på 0,563 kvadratkilometer och ligger 768,2 meter över havet. Sjön avvattnas av vattendraget Tjåurenjukke.

## Delavrinningsområde
Rapmerejaureh ingår i det delavrinningsområde (709676-137186) som SMHI kallar för Utloppet av Rapmerejaureh. Medelhöjden är 842 meter över havet och ytan är 3,78 kvadratkilometer. Räknas de 11 avrinningsområdena uppströms in blir den ackumulerade arean 21,48 kvadratkilometer. Tjåurenjukke som avvattnar avrinningsområdet har biflödesordning 3, vilket innebär att vattnet flödar genom totalt 3 vattendrag innan det når havet efter 325 kilometer. Avrinningsområdet består mestadels av kalfjäll (85 procent). Avrinningsområdet har 0,56 kvadratkilometer vattenytor vilket ger det en sjöprocent på 14,9 procent.